# إليسوا (بلدية)
إليسو هي قرية وبلدية في مقاطعة قاخ في أذربيجان. يبلغ عدد سكانها 1,370 نسمة. وكانت عاصمة سلطنة إليسو. الرمز البريدي هو AZ 3417.

## محمية
تم إنشاء محمية إليسو الطبيعية الحكومية في 20 فبراير 1987 بموجب المرسوم رقم 57، بمساحة 9345 هكتارًا. تم توسيع المنطقة بموجب مرسوم صادر عن مجلس وزراء جمهورية أذربيجان بتاريخ 31 مارس. تبلغ مساحتها الآن 17381.6 هكتارًا.